# Партия порядка (Франция)
Партия порядка (фр. Parti de l'Ordre) также известная как Комитет Рю де Пуатье (фр. Comité de la rue de Poitiers) — возникшая в 1848 году партия крупной консервативной буржуазии, представляла собой коалицию двух монархических фракций Франции: легитимистов и орлеанистов; с 1849 года вплоть до государственного переворота 2 декабря 1851 года занимала руководящее положение в Законодательном собрании Второй республики.
После выборов в мае 1848 года во французский парламент Партия порядка была второй по величине группой депутатов после умеренных республиканцев, с 250 из 900 мест во французском парламенте. Видными членами были Адольф Тьер , Франсуа Гизо и Алексис де Токвиль. Но после сокрушительной победы (74% голосов) в декабре 1848 года на выборах Президента Луи-Наполеона Бонапарта, которого партия поддержала, считая «наименее худшим из всех возможных кандидатов» (Тьер при этом сказал членам партии: «Мы будем направлять этого кретина»), она выиграла абсолютное большинство (64% голосов) на всеобщих выборах 1849 года. Однако в 1851 году партия выступила против изменения конституции для предоставления Луи-Наполеону Бонапарту возможности переизбрания президентом ещё на 4 года, хотя он включал её членов в своё правительство. После государственного переворота в декабре 1851 года партия распалась, а ее члены были сосланы.